# شيخ نور محمد أبكي
شيخ نور محمد أبكي (ولد حوالي 1958 - توفي في 4 مايو 2010) صحفي صومالي قُتل أثناء أداء عمله. عمل أبكي في إذاعة صوت جمهورية مقديشو الصومالية. كان لديه مسيرة مهنية طويلة كصحفي وعمل في ظل ظروف صعبة خلال العقدين الأخيرين من حياته المهنية.

## حياته المهنية
كان أبكي صحفيًا معروفًا في الصومال وكان يعمل في مجال الإعلام منذ 1988 على الأقل أو ربما 1970. كان قد عمل في إذاعة شرق إفريقيا التي تدعى سونا (وكالة الأنباء الصومالية)، محطة إذاعية هورن أفريك ولشبكة التلفزيون الصومالية كممثل كوميدي ومقدم أخبار قبل أن يذهب للعمل في إذاعة مقديشو حيث قام بتدريب الصحفيين مع وزارة الإعلام في البلاد. قال زملاؤه إنه رفض التلميحات بأنه من أجل الأمن يجب أن يعيش في محطة الإذاعة وأنه رفض أن تخيفه الفصائل المقاتلة في مقديشو.

## موته
تم اختطافه من قبل رجال مسلحين ملثمين في وقت مبكر من صباح يوم 4 مايو ثم قتل بالرصاص في وقت لاحق من ذلك اليوم بالقرب من منزله في حي وارديغلي بالعاصمة.  ونقل عن رئيس تحرير راديو مقديشو، عبد الرحمن يوسف، قوله: «قتل رجال الشباب الشيخ نور أبكي... بعد أن قتلوه، اتصلوا بنا وأخبرونا أنهم قتلوه». وقال مراسل مجاديشو السياسي، عبد العزيز محمد جوليد، إن أبكي تعرض للتعذيب قبل أن يقتله خاطفوه.  وذكر شهود عيان أن جثة أبكي ألقيت في أحد شوارع مقديشو. 
يُعتقد أن أبكي قُتل لأنه كان موظفًا في راديو مقديشو الذي تديره الحكومة، والذي كان ضد المتمردين المتطرفين. 

## ردة الفعل
على الفور تقريبًا، أدان معهد الصحافة الدولي مقتل أبكي. وفي يوليو / تموز 2010، نددت منظمة العفو الدولية بقتل الصحفيين ودعت القوات الحكومية والميليشيات المسلحة إلى احترام حرية التعبير.
الأمين العام للاتحاد الوطني للصحفيين الصوماليين، التي هي منظمة شريكة لمنظمة مراسلون بلا حدود، قال: «إن الصحفيين الصوماليين يتعرضون للقتل فقط لأنهم ينقلون الأخبار بشكل مستقل أو لأنهم يعملون لحساب وسيلة إخبارية معينة. وفقدان هذا الصحفي ذات خبرة يفطرالقلب على عائلته وزملائه، لكنه يمثل أيضًا صفعة للشعب الصومالي بأسره».
وقالت إيرينا بوكوفا، المديرة العامة لليونسكو، «إنني أدين مقتل الشيخ نور أبكي. مقتله الوحشي جريمة شنعاء بحق صحفي شجاع وضد المجتمع الصومالي برمته. لا شيء خير لشعب الصومال من الذين يسعون إلى حرمان المواطنين من حق المعرفة والصحفيين من حق الإنسان الأساسي في حرية التعبير...»